# Schloss Waiblingen

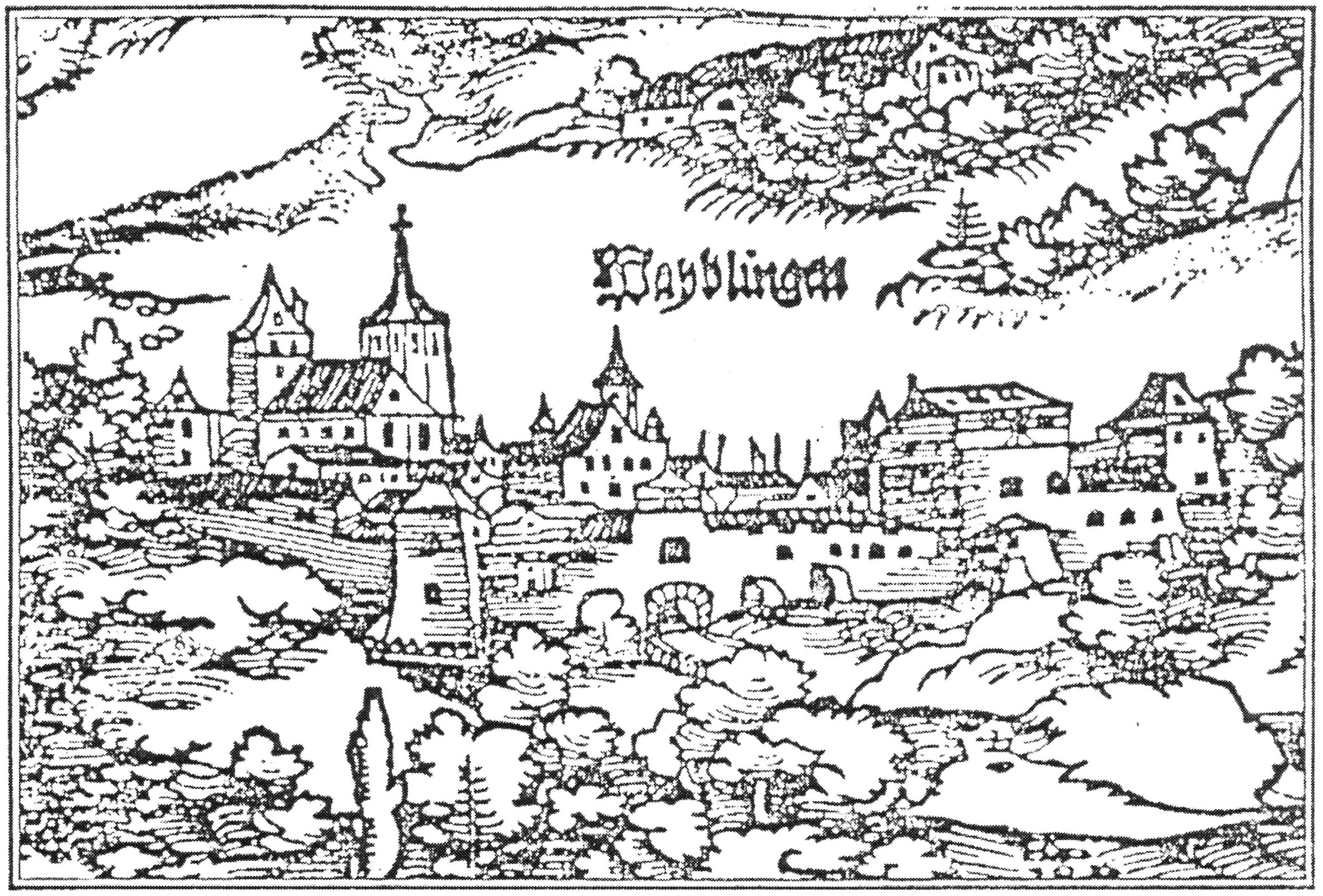
Vermutlich Holzschnitt von Hans Schäufelin, um 1535: Gesamtansicht von Waiblingen mit der einzigen überlieferten Darstellung des Waiblinger Schlosses

Das abgegangene Schloss Waiblingen befand sich auf dem Gelände des heutigen Rathausplatzes am östlichen Rand der Altstadt von Waiblingen, Region Stuttgart in Baden-Württemberg.

## Lage
Das Schloss innerhalb der Stadt lag am östlichen Rand des von der Stadt eingenommenen Geländerückens gegen die Remsniederung, auf einem nach Süden geneigten, nach Norden abgestuften Areal. Der obere Schlosshof lag dabei oberhalb dieser Stufe, der untere bzw. Kellereihof entsprechend unterhalb davon. Der obere Schlossbereich ist heute durch das neue Waiblinger Rathaus von 1957 bis 1959 und dem davor liegenden Rathausplatz überbaut. Die alte räumliche Struktur ist noch auf einem Katasterplan von 1832 erkennbar.

## Geschichte

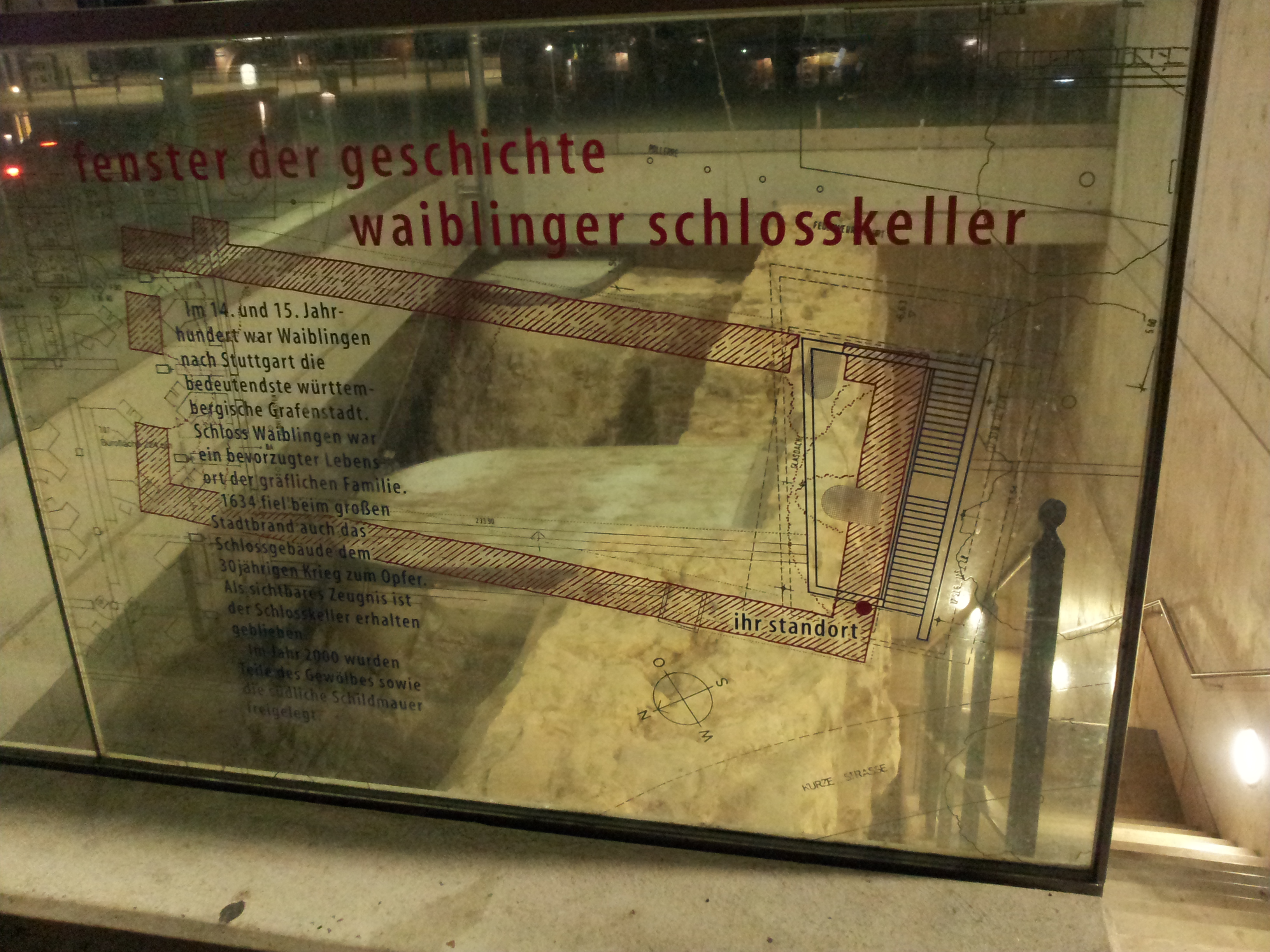
„Fenster der Geschichte“: Die restaurierten Spuren des Schlosskellers

Das Schloss wurde 1291/1297 erstmals erwähnt. Eine zuvor in Waiblingen existierende Burg wurde zwischen 1276 und 1291 in kriegerischen Auseinandersetzungen mit dem vom König eingesetzten Landvogt von Niederschwaben, Graf Albrecht von Hohenberg, zerstört und nicht wieder aufgebaut.
Das Schloss war zumeist Arbeits- und Wohnort für herrschaftliche Amtsleute und deren Familien zur Verwaltung des Amtes Waiblingen. Im Zeitraum von 1344 bis 1441 ist mehrfach durch gräfliche und in Waiblingen gesiegelte Urkunden belegt, dass das Schloss auch als Absteigequartier bzw. Residenz der Herrscherfamilie genutzt wurde. In einem Urbar von 1350 wird neben dem Schloss ein Herrenhof mit 153 Morgen Ackerland und 18 Mahd Wiesen, das „Pfaff kündige Lehen“ mit 123 Morgen, zwei Bauhöfen und 3 Hüben mit 201 Morgen Ackerland als gräflicher Besitz der Württemberger ausgewiesen, die damit die größten Grundherren des Ortes waren. Hier starb beispielsweise Graf Eberhard IV., Graf von Württemberg 1419. Seine Tochter Anna wurde 1408 in Waiblingen geboren, wie vermutlich auch die Söhne Eberhards, Ulrich und Ludwig. Um 1420 muss es in und um das Schloss zu Umbauten gekommen sein, eine Urkunde von 1428 spricht von der nüwe burg zu Wayblingen, was durch bautechnische Untersuchungen am Schlosskeller abgesichert scheint.
1439 wurde Ludwig II. von Württemberg-Urach ebenfalls in Waiblingen geboren. Ob mit der Teilung Württembergs im Nürtinger Vertrag 1442 Waiblingen als Residenz angedacht war, ist ungewiss. Nach der Wiedervereinigung Württembergs ab 1482 sind keine größeren Nachrichten mehr über die Nutzung als Herrschaftssitz bekannt. 1512 erhält Sabina von Bayern von ihrem Gemahl Ulrich von Württemberg Stadt und Schloss als Wittum, flieht jedoch schon drei Jahre später mit der Trennung von Ulrich.
Erst 1559 bis 1564 soll das Schloss nochmals unter Herzog Christoph umgebaut wurden sein. 1628 wurde das Schloss im Oetingerschen Landbuch mit Amtshaus, Fruchtkasten und Keller sowie dem Hundsstall letztmals urkundlich genannt.
1634 wurde das Schloss beim großen Waiblinger Stadtbrand zerstört. Dabei gingen durch die Zerstörung aller Archive auch sämtliche Unterlagen zur ehemaligen Schlossanlage verloren. Es wurde als unspektakuläres Zweckgebäude beschrieben. Nach Adolf Schahl, der sich 1958 mit der Baugeschichte des Schlosses befasste, war es ein einfacher Rechteckbau von 21 auf 14 Meter mit Fundamentstärken von 1,20 m und aufgehenden Mauerstärken zwischen 0,75 und 0,90 m. Der Schlossbau war im Keller- und Erdgeschoss bis auf 5 Meter Höhe gemauert und mit einem Fachwerkaufsatz versehen, wie es auch im Holzschnitt des Hans Schäufelin aus der Mitte des 16. Jahrhunderts angedeutet ist.
Im Laufe der Jahre wurde die Fläche mehrfach überbaut. So musste auch der 1651 erbaute herrschaftliche große Fruchtkasten weichen, nachdem 1862 die Stadt das Areal erwarb und an die Stelle der Scheuer den ersten Rathausbau von 1875 setzte. Größere Mauerreste vom Schlosshof bzw. des Grundmauersockels wurden für den zweiten Rathausneubau von 1957 aufgelassen. Lediglich Teile des Schlosskellers, der eins ein Gewölbekeller war, und kleinere Mauerreste blieben bis heute erhalten. Der Schlosskeller wurde 2001 restauriert, ist seitdem wieder zugänglich und wird als Veranstaltungsraum genutzt. Heute befindet sich auf dem Gelände das Rathaus und das Marktdreieck.